# 托伊費爾斯山 (格洛克納山脈)
47°4′34″N 12°41′30″E / 47.07611°N 12.69167°E

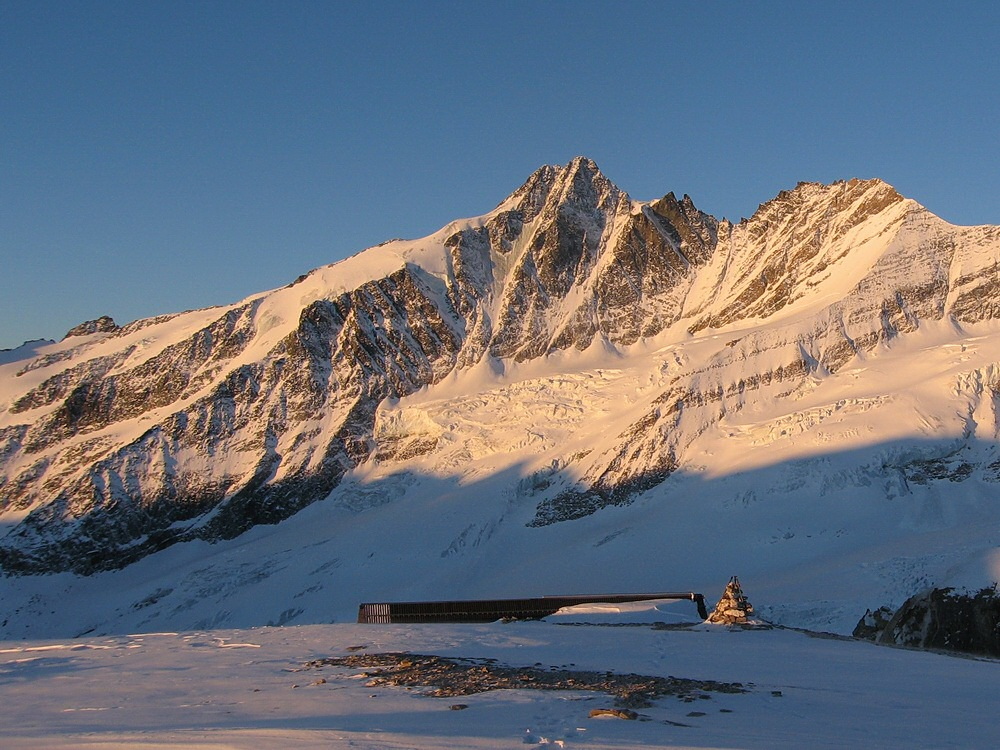

托伊費爾斯山（德語：Teufelshorn），是奧地利的山峰，位於該國南部，處於克恩頓州和蒂羅爾州接壤的邊界，屬於格洛克納山脈的一部分，距離大格洛克納山0.2公里，海拔高度3,680米。